# Хвостова, Александра Петровна
Александра Петровна Хвостова, урождённая Хераскова (1768, Санкт-Петербург — 1853, Киев) — русская мистическая писательница, тяготевшая к сентиментализму. Использовала в печати псевдонимы: «А-а. Хва-а.», «Хва-а, А-а»; «Христианка».
Дочь Петра Матвеевича Хераскова (брата прославленного поэта) и Елизаветы Петровны, дочери графа П. А. Девиера. Получила хорошее домашнее образование: изучила иностранные языки и иностранную литературу, а также родную русскую, что тогда в офранцузившемся русском обществе не считалось необходимостью. Будучи племянницей Михаила Херсакова, она выросла в литературной среде; уже в ранней молодости у неё проявились литературные интересы. В возрасте 20-ти лет была выдана замуж за богача Дмитрия Семёновича Хвостова, внука графа Г. П. Чернышёва. Хвостов был известен как человек «глупый, грубый и порочный» и жену бросил.
Первым её печатным произведением был перевод с французского языка сочинения Гуго де Бальма́ (французского монаха-картезианца XIII века) «О тройственном пути души» (известное по начальным словам как «Viae Sion lugent», а также «Théologie mystique» или «De triplici via»).
В 1796 году Хвостова выпустила в свет небольшие прозаические произведения в духе сентиментализма «Камин» и «Ручеёк», написанные хорошей карамзинской прозой и пользовавшееся огромным успехом у современников. До напечатания они распространялись в списках, а в течение года после напечатания разошлись в числе 2400 экземпляров, — очень крупном для того времени. Были переведены на немецкий, французский и английский языки; французский биографический словарь «Biographie des hommes vivants» (1817) включал статью о Хвостовой.
По свидетельству Вигеля, салон Хвостовой, когда она жила в Петербурге в конце 1790 — начале 1800-х годов, собирал всех выделявшихся образованием и талантами в тогдашнем петербургском обществе. Там бывали Д. Н. Блудов, графы Местры и А. М. Белосельский-Белозерский.
Когда в начале XIX века мистическое настроение стало овладевать некоторыми слоями высшего петербургского общества, Хвостова сильно увлеклась этим течением, сблизилась с целым кружком мистически настроенных лиц, между прочим с А. Ф. Лабзиным, и сотрудничала в его «Сионском вестнике». Под влиянием этого религиозного настроения она написала ряд рассуждений:
- «Письма христианки, тоскующей по горнем своем отечестве, к двум друзьям, мужу и жене» (1815) — эта книга получила сильный отклик в обществе;
- «Советы души моей, творение христианки, тоскующей по горнем своем отечестве» (1816);
- «Письмо к другу и завещание отца сыну» (1816).

Когда начались гонения на мистиков, Хвостова была выслана из Петербурга и поселилась в Киеве. Там она была избрана председательницей «Киевского общества для помощи бедным» и состояла начальницей женского училища графини А. В. Левашевой.